# Varcia hemerobii
Varcia hemerobii är en insektsart som först beskrevs av Walker 1851.  Varcia hemerobii ingår i släktet Varcia och familjen Nogodinidae. Inga underarter finns listade i Catalogue of Life.